# Pastel de ube

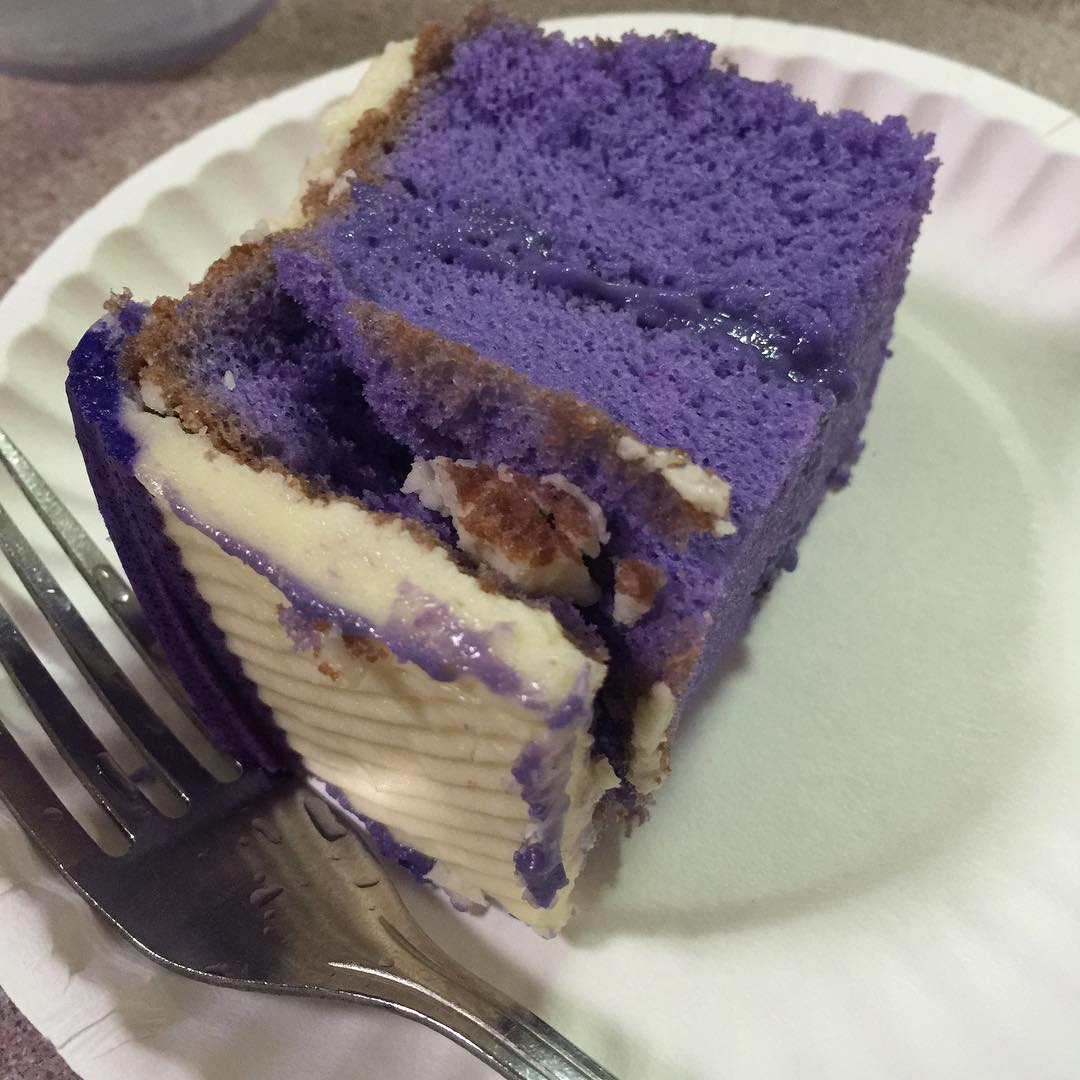
Un pedazo de pastel de ube

El pastel de ube es un pastel de chifón o bizcocho tradicional filipino hecho con jalea de ube (puré de ñame morado). Tiene un color violeta vívidamente distintivo, como la mayoría de los platos elaborados con ube en Filipinas.

## Preparación
El pastel de ube generalmente se prepara de manera idéntica al mamón (pasteles de gasa y bizcochos en la cocina filipina), pero con la adición de puré de ñame morado a los ingredientes. Por lo general, se prepara con harina, huevos, azúcar, una pizca de sal, levadura en polvo, vainilla, aceite, leche y crémor tártaro. La torta resultante es de color rosa a púrpura (dependiendo de la cantidad de ube utilizada) y ligeramente más densa y húmeda que las tortas de gasa normales.
El pastel de ube generalmente tiene crema batida, queso crema o glaseado de crema de mantequilla, que también se puede condimentar con ube o coco.